# Eriopexis
Eriopexis é um género botânico pertencente à família das orquídeas (Orchidaceae).

## Sinônimos de outras espécies
- Eriopexis globiflora
- Eriopexis helleriana
- Eriopexis quinquelobata
- Eriopexis schlechteri
- Eriopexis subpetiolata